# Jean During
Pour les articles homonymes, voir During.
Jean During (né en 1947) est un ethnomusicologue français spécialisé dans les musiques d'Asie Centrale (Azerbaïdjan, Iran, Baloutchistan, Ouzbekistan, Tadjikistan, etc.).

## Parcours
Après des études de musique et de philosophie, il séjourne longuement en Iran où il étudie la musique persane avec les plus grands maîtres.
Il a publié nombre d'ouvrages et une quarantaine de disques compacts « sur les musiques de l’Asie intérieure, leur forme et sur leur contexte culturel, en particulier dans leurs rapports avec la société, la pensée et la mystique musulmane ».
Il donne également des concerts et s'est aussi donné pour but de faire découvrir les grands artistes de l'Asie intérieure.

### Répertoires musicaux
- The Radif of  Mirzâ 'Abdollâh : A canonic Repertoire of Persian Music, Téhéran, Mahoor Institute of Culture and Art, 2010, 2e éd. (1re éd. 2006).

### Ouvrages personnels
- (it) Musiche d'Iran : La tradizione in questione  (trad. Giovanni De_Zorzi), Milan, Ricordi, coll. « Popoli & musiche », 2005, 232 p.
- L’âme des sons : L’art unique d’Ostad Elâhi (1895-1974), Paris, Le Relié, 2012, 237 p.
- Musiques d’Asie Centrale : L’esprit d’une tradition, Paris, Actes Sud, coll. « Musiques du monde », 1998, 170 p.
- Quelque chose se passe : Le sens de la tradition dans l’Orient musical, Lagrasse, Verdier, 1994, 446 p.
- Musique et Mystique dans les Traditions de l'Iran, Paris, Institut français de recherche en Iran, coll. « Bibliothèque iranienne » (no 36), 1989, 688 p.
- La Musique Traditionnelle de l'Azerbâyjân et la Science des Muqâms, Baden-Baden, éd. V. Koerner, 1988, 220 p.
- Musique et Extase. L'Audition Mystique dans la Tradition Soufie, Paris, Albin Michel, 1988, 282 p.
- La Musique Iranienne.Tradition et Évolution, Paris, Recherches sur les Civilisations, coll. « Bibliothèque iranienne n° 29 »,1984, 243 p.
- Musiques d'Iran. La tradition en question, Paris, Geuthner, 2010, 347 p. (ISBN 978-2-705-33828-2, présentation en ligne)
- Islam. Le Combat Mystique, Paris, Éd. Robert Laffont, coll. « Aux origines du sacré », 1975, 349 p.

### Direction d'ouvrage
- Jean During (Dir.), La musique à l'esprit. Enjeux éthiques du phénomène musical, Paris, L'Harmattan, coll. « Éthique et contexte », 2008, 148 p. (ISBN 978-2-296-06183-5, présentation en ligne)

### Ouvrages en collaboration
- La voix du chamane. Étude sur les baxshi du Tadjikistan, en collaboration avec Sultonali Khudoberdiev, Paris, Ifeac-l’Harmattan, coll. « Centre-Asie », 2007, 230 p.
- The Art of Persian Music, (avec la participation de Z. Mirabdolbaghi et D. Safvat), Washington, Mage Publishers, 1991, 280 p. + 1 CD.

### Traductions de ses travaux
- Musiqi-e irâni, sonnat va tahavvol, Téhéran, 2004 (traduction persane de La musique iranienne, tradition et évolution)
- Ruh-e naghamât, Téhéran, 2003 (traduction persane de L’âme des sons; Traduit en persan par Soudabeh Fazaeli (en))
- The Spirit of Sounds, Rosemont, 2003 (traduction anglaise du précédent)
- Musiqi va ‘erfân, Téhéran, 2000 (traduction persane d'un chapitre de Musique et mystique dans les traditions de l'Iran; Traduit en persan par Soudabeh Fazaeli).